# Palazzo Ginnasi
Palazzo Ginnasi är ett palats i Rom, beläget vid Via delle Botteghe Oscure i Rione Pigna. 
Mellan år 1807 och 1826 höll Accademia dei Lincei sina sammanträden i palatset.

## Byggnadshistoria
Palazzo Ginnasi uppfördes i slutet av 1500-talet efter ritningar av Ottaviano Mascherino; beställare var monsignor Alessandro Ginnasi. År 1624 uppdrog kardinal Domenico Ginnasi åt Orazio Torriani att bygga till och restaurera palatset. I samband med detta införlivades kyrkan Santa Lucia dei Ginnasi i palatset; en del av palatset gjordes om till kloster för karmelitnunnor. Kardinal Ginnasi lät även bygga Arco dei Ginnasi för att förbinda familjens fastigheter.
Byggnadskomplexet genomgick renoveringar under 1700- och 1800-talet. Stora delar av Palazzo Ginnasi samt kyrkan Santa Lucia dei Ginnasi revs åren 1935–1940 vid breddningen av Via delle Botteghe Oscure. Familjen Ginnasis gravmonument från kyrkan fördes till ett nybyggt kapell i det nya palatset. På platsen för den rivna kyrkan står numera kongregationen Maestre Pie Filippinis kloster. Denna kongregation grundades år 1707 av Lucia Filippini (1672–1732; helgonförklarad 1930).

### Webbkällor
- ”Palazzo Ginnasi” (på italienska). info.roma.it. Arkiverad från originalet den 6 februari 2020. https://archive.today/20200206213347/https://www.info.roma.it/monumenti_dettaglio.asp?ID_schede=3477. Läst 6 februari 2020.
- ”Via dell'Arco dei Ginnasi” (på italienska). Roma Segreta. 5 maj 2013. Arkiverad från originalet den 6 februari 2020. https://archive.today/20200206224134/https://www.romasegreta.it/pigna/via-dell-arco-dei-ginnasi.html. Läst 6 februari 2020.